# Frederick Ayer Mansion
Das heutige Bayridge Residence and Cultural Center ist unter seiner ursprünglichen Bezeichnung Frederick Ayer Mansion als National Historic Landmark im National Register of Historic Places eingetragen. Das 1901 fertiggestellte Gebäude steht an der Adresse 395 Commonwealth Avenue im Bostoner Stadtteil Back Bay im Bundesstaat Massachusetts der Vereinigten Staaten. Es diente dem namensgebenden Unternehmer Frederick Ayer zu seinen Lebzeiten als Wohnhaus und besitzt heute vor allem eine hohe architekturhistorische Bedeutung.

## Architektur

### Außenbereiche
Das fünfstöckige Haus steht auf einem rechteckigen Grundstück auf der Nordseite der Bostoner Commonwealth Avenue zwischen der Massachusetts Avenue und Charlesgate East. Die Vorderseite zeigt nach Süden und ist vom Gehweg ca. 3,6 m zurückgesetzt. Das Grundstück ist zum Gehweg hin durch einen Eisenzaun abgegrenzt, der jedoch erst später hinzugefügt wurde. Zum Eingang führt ein befestigter Fußweg. An der Ostseite des Gebäudes führen steile Granitstufen zum Keller hinab. Der Bereich zwischen dem Gebäude und dem Fußweg ist mit einigen Pflanzen spärlich bewachsen. Auf der Nordseite befindet sich ein rund 7,5 m tiefer Parkplatz, der bis zur angrenzenden Marlborough Street reicht. Anfang der 1970er Jahre wurde das Gebäude mit dem angrenzenden Wohnhaus verbunden.
Die südliche Fassade des im Stil des Neoklassizismus errichteten Gebäudes zeigt große Granitblöcke, die an einigen Stellen mit Stäben aus Kalkstein verziert sind. Auf der Höhe der ersten beiden Stockwerke weist das Bauwerk eine Wölbung nach außen auf, deren Dach einen Balkon im dritten Stock bildet, der durch eine Brüstung begrenzt wird.

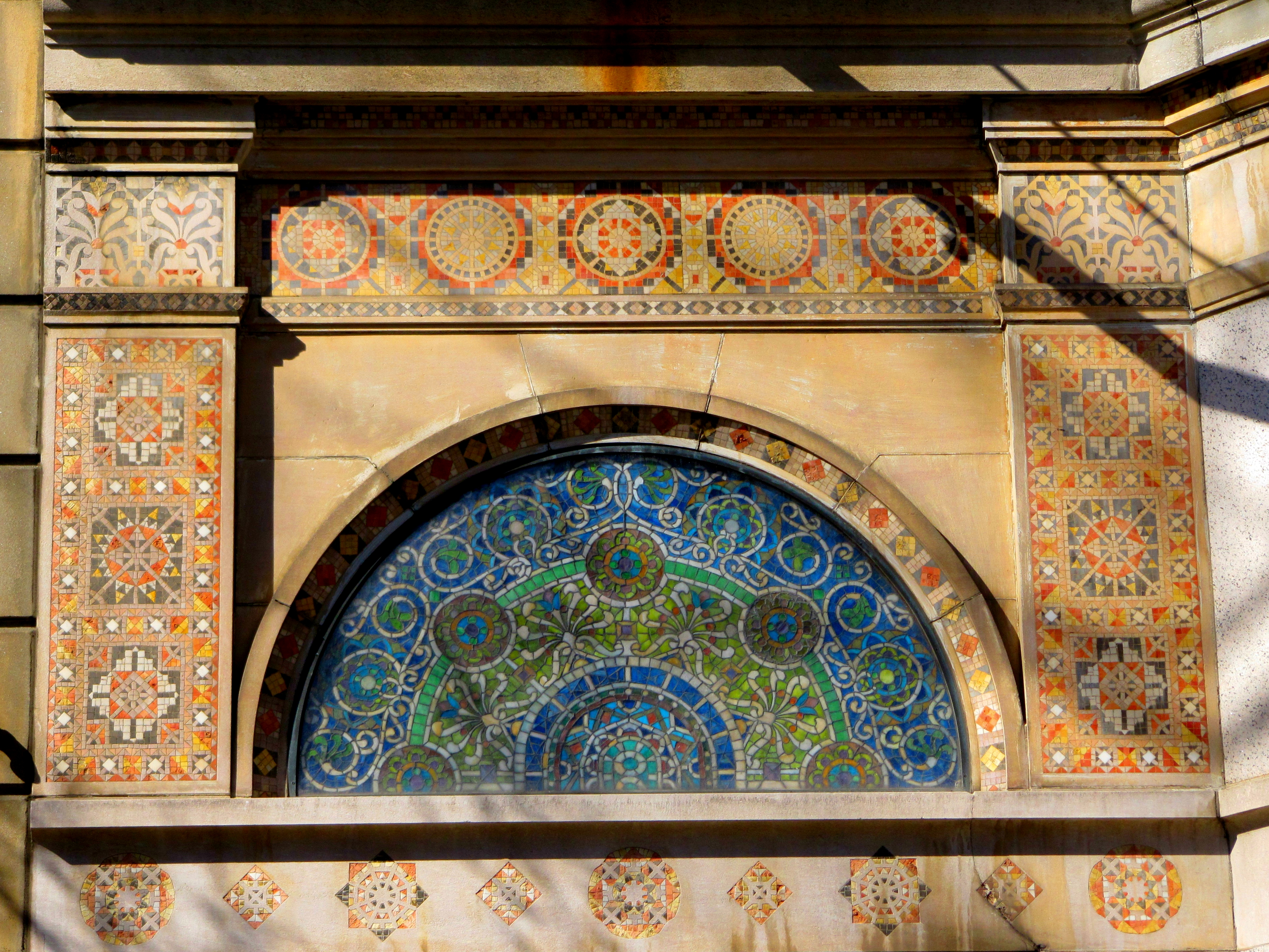
Mosaik-Verzierungen über dem Eingang des Gebäudes, 2010

An vielen Stellen der Außenmauer – unter anderem am Haupteingang und am Balkon – sind Mosaike eingelassen. Sie bestehen aus Glas- und Steinelementen und wurden mit Zement fixiert. Es handelt sich dabei um die weltweit einzigen Mosaike von Louis Comfort Tiffany, die sich noch an einer Gebäudeaußenwand im Originalzustand (in situ) befinden. Vier der ursprünglich sieben Mosaike am Balkon sind jedoch verlorengegangen. Die roten sowie orange- und goldfarbenen Mosaikelemente bilden einen subtilen Kontrast zur ansonsten schmucklosen Granitverkleidung des Gebäudes. Neben einzigartigen Elementen gibt es auch sich wiederholende geometrische Muster, die auch in den Innenbereichen des Hauses verwendet wurden. Auch die beidseitig am Eingang angebrachte Adresstafel besteht aus Mosaiksteinen. Die geometrische Gestaltung der Mosaike des Gebäudes zeigt den Einfluss byzantinischer Vorlagen auf die Tiffany Studios.
Zum Eingang führen sieben breite Granitstufen, wobei der oberste Absatz von kniehohen Mauern flankiert wird. Die Doppeltür wird von modellierten Säulen flankiert, die mit opalisierenden Glasmosaiken verkleidet sind. Der Rahmen der Mosaike besteht aus Blei. Den oberen Abschluss der Säulen bilden Kapitelle, die mit ebenfalls als Glasmosaiken ausgeführten Akanthus-Ornamenten verziert sind.
Die sichtbaren Seitenwände sowie die Fassade der Rückseite bestehen aus roten Ziegeln und weisen keine Mosaikverzierungen auf. Die bogenförmigen Fenster an der Rückseite weisen vom zweiten bis zum vierten Stockwerk Fensterbänke aus Granit sowie gespreizte Bögen aus Ziegelsteinen auf. Die Bögen im ersten Stockwerk sind detaillierter ausgearbeitet, die Fenster im fünften Stock verfügen hingegen lediglich über einfache Stürze aus Granit. Im obersten Stockwerk wurde eine schmale Öffnung mit Steinen zugemauert, die sich erkennbar von der originalen Bausubstanz unterscheiden.

### Innenbereiche
Das eher unscheinbare Äußere des Gebäudes gibt keinen Hinweis auf die im Inneren bestehende Opulenz. Die Werke von Tiffany konzentrieren sich dabei – wie es bei seinen Entwürfen für wohlhabende Kunden üblich gewesen war – auf den öffentlichen Eingangsbereich im Erdgeschoss. Die Privaträume enthalten hingegen mit Ausnahme einiger Fenster und Möbelstücke so gut wie keine Tiffany-Elemente. Die Räumlichkeiten der Familie Ayer im zweiten und dritten Stock wurden im Stil des Classical Revival mit typischen Bostoner Besonderheiten eingerichtet, was im Kontrast zu den von Tiffany gestalteten öffentlichen Räumen steht.

#### Eingang

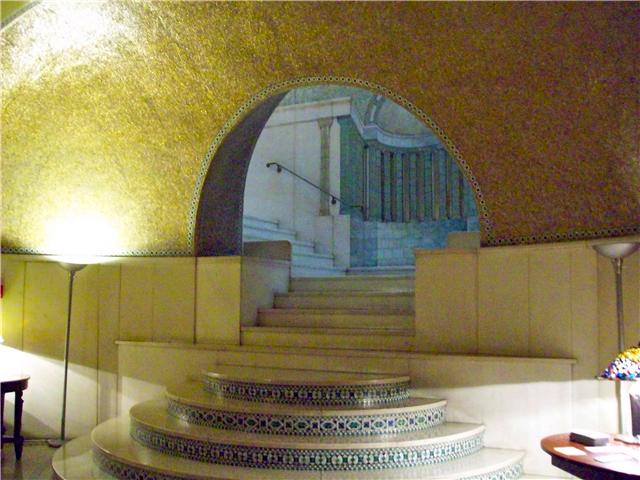
Eingangsbereich des Hauses

Die mit Kupfer verkleideten Türen des Haupteingangs bilden gemeinsam mit den Glasmosaiken der flankierenden Säulen einen phantasievollen Übergang von der Commonwealth Avenue zum Inneren des Gebäudes und führen zunächst in ein äußeres Vestibül mit Tonnengewölbe. Der Fußboden ist mit Mosaiken verziert und verfügt über drei Stufen aus Schiefer, die Wände sind mit in Harz vergossenem Sand verkleidet. 1971 wurde im Zuge der Verbindung mit dem Nachbargebäude in der Westwand ein Fenster für eine Rezeption eingebaut. Von dieser äußeren Eingangshalle führt eine Doppeltür aus Eichenholz und Glaselementen zu einem zweiten Vestibül, das über ein Kreuzgewölbe verfügt, während der Boden und die Wände analog zum vorhergehenden Bereich gestaltet sind. Dieser innere Eingangsbereich ist über eine Holztür mit der nachfolgenden Marmorhalle verbunden.

#### Marmorhalle
Der als Marmorhalle (englisch Marble Hall) bezeichnete, langgestreckte Raum ist ungefähr halb so breit wie das Gebäude selbst. Die östliche Wand wird von einem apsidalen Bogen und einer Marmortreppe dominiert, an der Westwand befindet sich eine Feuerstelle. Im Norden liegen Eingänge zum ehemaligen Speisezimmer, im Süden führen sie zum Salon und wieder zur Eingangshalle. 1999 ergaben Farbanalysen, dass der Putz ursprünglich braungelb gestrichen und mit einer Schicht Schellack überzogen wurde.
Eine vier Stockwerke hohe Treppe führt durch eine elliptische Öffnung in der Decke bis zu einem ebenfalls elliptischen Fenster im Dach des Hauses. Das noch 1903 dort aufgeführte Bleiglasfenster wurde zwischenzeitlich durch ein moderneres Klarglas ersetzt. Von einem Querbalken unter dem Fenster hängt über alle Stockwerke ein Kronleuchter aus Bronze herab, an dessen unterem Ende sich eine aus Glasmosaiken zusammengesetzte Kugel befindet.
Die Halle erhielt ihren Namen von ihrer brillantweißen, rund 1,8 m hohen Marmor-Täfelung und den aus weißen Marmorstücken bestehenden Fußboden-Mosaiken. Die Träger und Bögen der Halle sind mit geometrischen Mustern der islamischen Kunst in blauer, grüner und weißer Farbe verziert. Die Mosaike im Boden enthalten zufällig verteilte Mosaikteile in braungelber Farbe, die der ursprünglichen Wandfarbe entspricht. Der Fußboden wird durch ein geometrisches Mosaik aus blauen, grünen, weißen und goldenen Glasstücken umrahmt.
Die Feuerstelle im Westen besteht ebenfalls aus weißem Marmor. Die Kaminumfassung und die Feuerstelle selbst weisen Mosaik-Medaillons und einen Mosaikrahmen auf, deren Elemente über eine opalisierende grüne, blaue und weiße Farbe verfügen und auf einer Goldfolie verklebt sind. An den Seiten der Feuerstelle sind Bronzegitter in den Boden eingelassen. 1971 wurde nördlich der Feuerstelle ein Durchgang zum Nachbargebäude geschaffen. In der Ostwand befindet sich neben den Türen zum Speisezimmer eine Einbuchtung, die offenbar früher als Telefonzelle genutzt wurde. Die Einrichtung des ehemaligen Speisezimmers wurde vor 1964 vollständig entfernt. Heute befindet sich dort eine Kapelle.
Links und rechts der mit Mosaiken eingerahmten Apsis in der Ostwand befinden sich zwei Holztüren, von denen die nördliche zum ehemaligen Blumenraum und die südliche zum Aufzug des Gebäudes führt. Innerhalb des Apsis-Bogens befinden sich zwei weitere, innerhalb der Vertäfelung verborgene Türen, die zum Blumenraum bzw. zu einer ehemaligen Garderobe führen. Die blauen, grünen und weißen Mosaiksteine sind in den Putz des Bogens eingelassen, hinter dem sich ein versteckter Ring aus Steckdosen befindet. Sie wurden mutmaßlich bei Laientheater-Aufführungen zur Beleuchtung des Proszeniums verwendet.
Der ausgeformte obere Abschluss der Vertäfelung verbreitert sich auf der Rückseite der Apsis zu einer Platte, von der aus sich ein schmalerer Rundbogen zu einer Flügeltreppe erstreckt, die in die darüberliegende Halle im nächsten Stock führt. Der Bogen rahmt ein spektakuläres Trompe-l’œil-Peristyl-Mosaik an der Rückwand der Flügeltreppe ein.

#### Salon
Der Salon befindet sich südlich der Marmorhalle und verfügt über einen grundsätzlich quadratischen Grundriss, der an seiner Südseite von der nach außen gewölbten Wand bogenförmig ergänzt wird, in der sich drei Fensteröffnungen befinden. Der Raum ist klassizistisch eingerichtet und weist eine verputzte Decke im Stil des Eklektizismus auf, an der zunächst eine abgehängte Decke befestigt war, die im Jahr 2000 jedoch wieder entfernt und die ursprüngliche Deckengestaltung mit Blumenmustern restauriert wurde.
An den Wänden verläuft eine 90 cm hohe Sockeltäfelung aus Holz, über der die Mauern ebenfalls mit einer Vertäfelung versehen sind, deren Vertiefungen senffarben gestrichen sind. Zwischen den Feldern der Vertäfelung stehen schmale Pilaster in einem ausgeblichenen Pfirsichton, in die moderne Wandleuchter als Ersatz für die ursprünglichen Tiffany-Lampen integriert wurden. An der Ostseite befindet sich eine Feuerstelle mit Kamin.
Der Fußboden besteht aus Eichenparkett mit geometrischem Muster. Das mittlere Fenster wurde von Tiffany aus Buntglas entworfen und weist ein komplexes Muster auf, das klare byzantinische Einflüsse erkennen lässt. Die Elemente sind in den Farbtönen Orange, Grün, Gelb, Rosa, Karmin und dem Tiffany-typischen opalisierendem Weiß gehalten, wodurch das Fensterdesign subtil die Farben des Raums aufgreift.

#### Treppenaufgang

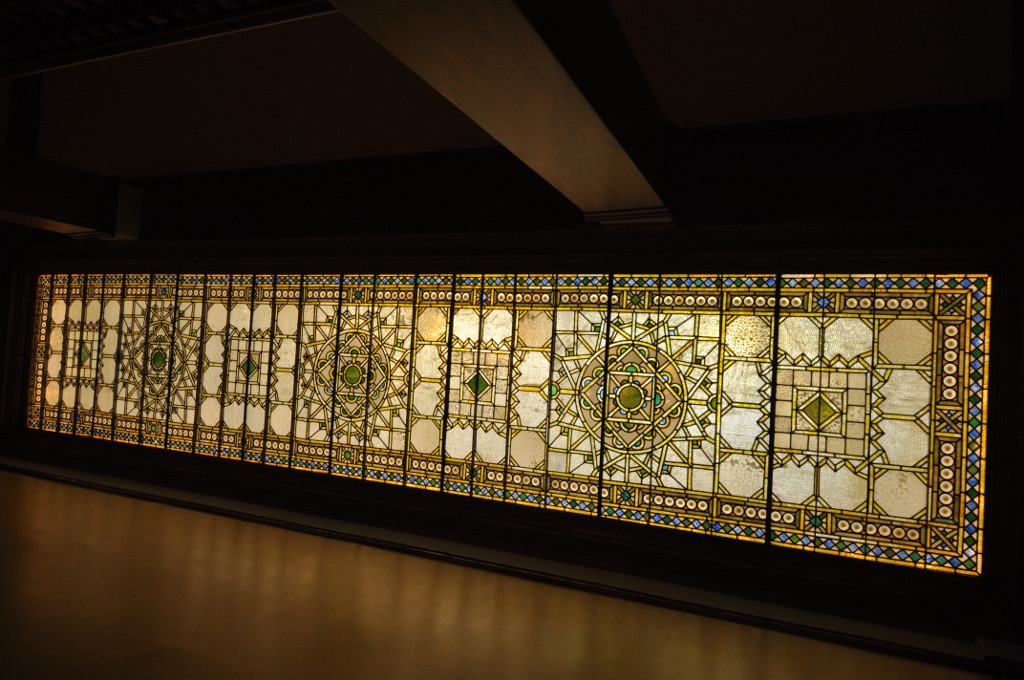
Dachfenster über dem Treppenaufgang

Die Apsis der Marmorhalle öffnet sich zu einer Flügeltreppe aus weißem Marmor, die über ein Dachfenster im Tiffany-Stil Tageslicht erhält. Die Treppe ist vom Boden bis zur Höhe der Vertäfelung der Halle mit Marmor eingerahmt. Oberhalb dieser Abgrenzung sind die Wände mit braungelbem Putz versehen. Das 1,2 m × 6,1 m messende Dachfenster wurde 2002 unter Zuhilfenahme noch existierender Originalteile restauriert; fehlende Teile wurden durch seltene Originalstücke aus dem Bestand der New Yorker Neustadt Collection of Tiffany Glass ersetzt. Das Fenster ist in acht Rechtecke unterteilt und zeigt eine große Bandbreite verschiedener Glasarten, die mittels Blei miteinander verbunden sind. Dabei greift es das Farbschema der Mosaike in der Marmorhalle und des Kronleuchters auf.
Im Zuge der Restaurierungsarbeiten wurden auch Lampen oberhalb des Dachfensters wieder installiert, die in der Nacht über die Beleuchtung des Mosaiks verschiedene Lichtstimmungen erzeugen können. An der Ostseite der Treppe befindet sich ein herausragendes Trompe-l’œil-Glasmosaik, das ein Meisterstück von Tiffanys Mosaiktechnik repräsentiert. Es erzeugt die Illusion eines sich hinter der Treppe erstreckenden Peristyls. Dabei nutzt das Mosaik geschickt die leicht hervorstehende Sockeltäfelung der Marmorhalle, um einen perspektivischen Eindruck zu erzeugen; die tatsächlich am Mosaik endende Täfelung wird optisch zum Architrav des Peristyls. Auf die Sockeltäfelung applizierte, opalisierende Glaselemente verstärken den dreidimensionalen Effekt des Mosaiks.

#### Halle im ersten Stock
Die zweiflügelige Treppe führt zu einer als Gemäldegalerie konzipierten Halle, von der aus die elliptische Haupttreppe weiter bis in das oberste Stockwerk führt. Die Galerie verfügt über zentral angeordnete Sitzmöglichkeiten und eine filigrane Balustrade aus Holz. An der Ostseite ragen zwei quadratische Holzsäulen vom Boden bis zur Decke des darüberliegenden Stockwerks. Die verputzten Wände sind in einem matten Orangeton gestrichen, der Boden ist mit Kacheln aus PVC belegt. An der Wand über dem Treppenaufgang hingen ursprünglich Porträts der Familie Ayer sowie Landschaftsbilder und Gemälde mit Alltagsszenen.

#### Privaträume
Im Norden der Halle führt ein Korridor zum ehemaligen Privatzimmer von Mrs. Ayer in der nordöstlichen Ecke des Gebäudes, das mit dem Frühstücksraum im dritten Stock zu den beiden einzigen erhaltenen Original-Privaträumen zählt. Der Grundriss ist quadratisch und verfügt über verputzte Wände sowie ein modelliertes Gesims an der Decke. In der Mitte der östlichen Wand befindet sich eine hölzerne, mit kannelierten Pilastern versehene Kaminumfassung, die mit glasierten Steinen verkleidet ist. Von der Mitte der Decke hängt ein Kristall-Kronleuchter herab, der höchstwahrscheinlich nicht zur Originalausstattung gehört und damit auch nicht von Tiffany stammt. In der Nordwand geben zwei Fenster den Blick auf die Marlborough Street frei.

#### Bibliothek

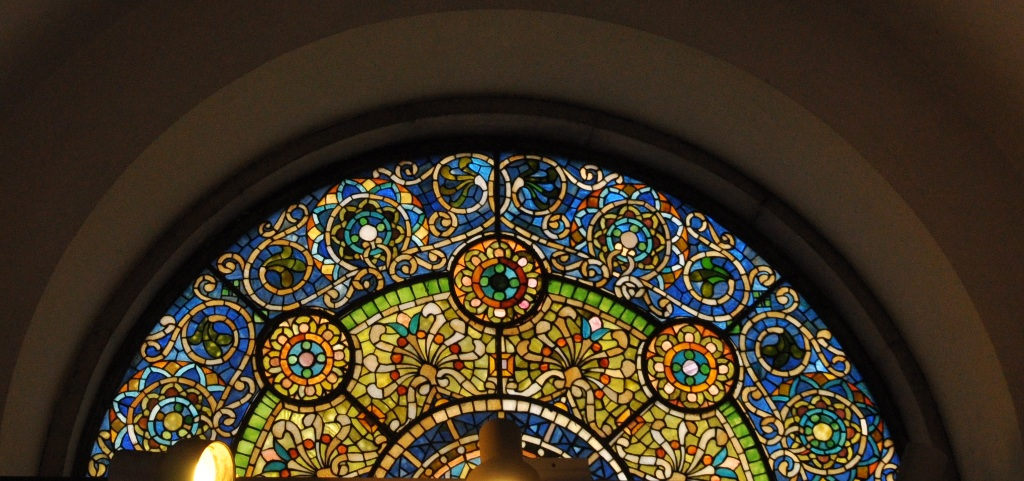
Mosaikfenster in der Bibliothek

Im südlichen Abschnitt der Halle führt eine Verbindungstür in ein kleines, rechteckiges Vorzimmer, während sich in der östlichen Wand der Personenaufzug befand. Die unmittelbare Umgebung der im Original erhaltenen Holztür zur Bibliothek besteht aus geschnitzten Säulen, die ein Gebälk tragen. Die östliche Tür des Vorzimmers führt in die Bibliothek, die westliche enthält einen Einbauschrank.
Die Bibliothek weist einen quadratischen, zum darunterliegenden Salon identischen Grundriss und eine verputzte Decke auf. Die ursprüngliche Wandverkleidung aus Velours existiert nicht mehr, jedoch sind die zu Ornamenten angeordneten Stäbe aus dunklem Holz erhalten. Über die gesamte Wand erstreckt sich ein aufwendig geschnitzter, 28 cm tiefer Fries aus Holz. Jedes Element dieses Kunstwerks verfügt über ein einzigartiges Motiv, das jeweils die Exlibris berühmter Persönlichkeiten zeigt. In der Mitte der Ostwand steht eine aufwendig verzierte Kaminumfassung mit Supraporte, die sich tief in den Raum hinein erstreckt. Sie wird von zwei kannelierten Säulen mit Kymation-Kapitellen eingerahmt, die auf hohen Postamenten sitzen und einen Architrav stützen, der wiederum mit einem geschnitzten Fries mit einem sich wiederholenden Muster aus stilisierten Phialen verziert ist. 1977 wurde im Zuge der Umwandlung des Raums in eine Kapelle vor dem Kamin ein Altar errichtet und der Boden mit Teppich ausgelegt. Der ehemalige Einbauschrank im Westen des Raums dient heute als Sakristei. Die in der Nordwand zur Halle führende Eichentür wird von auf hohen Plattformen stehenden Pilastern in toskanischer Ordnung eingerahmt, die ein Gebälk oberhalb der Tür tragen.

#### Treppe zum fünften Stock

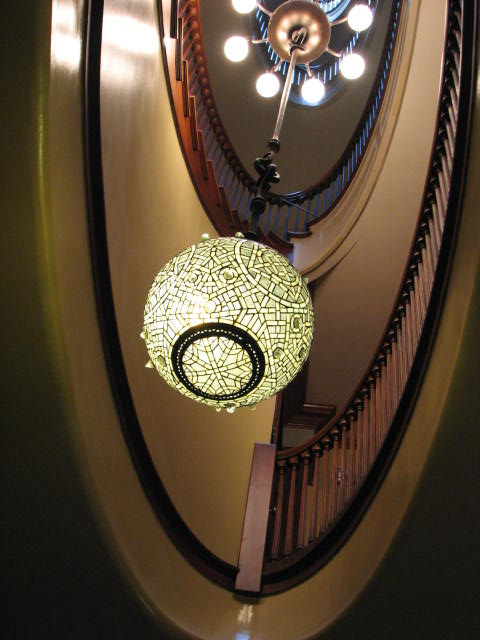
Der fast fünf Stockwerke hohe Kronleuchter im Treppenaufgang

Das elliptische Treppenhaus erstreckt sich von der Halle im ersten bis hinauf zum fünften Stock, wo es an einem ebenfalls elliptischen Dachfenster endet. Über die gesamte Höhe erstreckt sich ein Kronleuchter, an dessen unterem Ende sich eine von Tiffany gestaltete Glaskugel befindet. Der Treppenaufgang wird von einer hölzernen Balustrade begrenzt, deren Baluster bis zum dritten Stock kanneliert und darüber hinausgehend glatt ausgeführt sind. Auf der Höhe jedes Stockwerks ragt ein von Tiffany gestaltetes Leuchtelement, das teilweise aus mehreren Einzelleuchten besteht, aus dem Hauptzweig des Kronleuchters.
Die Ebenen im zweiten bis vierten Stock enthielten die Privaträume der Familie Ayer, während das fünfte Stockwerk wieder zu den öffentlichen Bereichen zählte. Dorthin führte ehemals auch ein Aufzug, der es den Gästen erlaubte, an den privaten Ebenen vorbeizufahren und im obersten Stock wieder auszusteigen. Der Unterschied ist unter anderem daran zu erkennen, dass die privaten Stockwerke wesentlich schlichter ausgeführt sind als die reich verzierten öffentlichen Bereiche.

#### Frühstücksraum
Der Frühstücksraum im dritten Stock ist einer der beiden noch im Original erhaltenen Privaträume der Familie Ayer. Auch er besaß – ebenso wie das Privatzimmer von Mrs. Ayer im ersten Stock – keine Tiffany-Elemente und ist im Grundriss identisch zu der darunterliegenden Bibliothek. Der Raum ist heute zweigeteilt und verfügt daher nur noch über zwei der ursprünglich drei Fenster. Das ehemals mittlere Element reicht vom Boden bis zur Decke und dient als Zugang zum Balkon.

## Historische Bedeutung
Das 1901 fertiggestellte Bauwerk ist das einzige weltweit noch existierende Gebäude, das an der Außenfassade von Louis Comfort Tiffany entworfene Verzierungen aufweist. Das Mark Twain House in Hartford (Connecticut) und das Pierre P. Ferry House in Seattle verfügen ebenfalls über Inneneinrichtungen von Tiffany. Das Frederick Ayer Mansion wurde daher von vielen Historikern eingehend untersucht. Die Tiffany-Expertin Alice Frelinghuysen stufte das Gebäude als eines der aufwendigsten seiner Werke ein, und die Architekturhistoriker Bainbridge Bunting und Douglass Shand-Tucci hoben seine Bedeutung für die lokale Entwicklung der Architektur hervor. Über Frederick Ayer selbst ist das Gebäude durch seine Tätigkeiten in verschiedensten Industriezweigen mit der regionalen Wirtschaftsgeschichte verknüpft.
Das Frederick Ayer Mansion wurde am 5. August 1973 als Contributing Property des Historic District Back Bay in das National Register of Historic Places aufgenommen. Am 5. April 2005 erhielt das Gebäude den Status einer National Historic Landmark. Am gleichen Tag wurde Frederick Ayer Mansion als eigenständiges Baudenkmal im National Register of Historic Places gelistet.

### Louis Comfort Tiffany
Louis Comfort Tiffany zählt zu den ersten Innenarchitekten und hat diesen Berufszweig mitbegründet. Seine Arbeiten für die Associated Artists (1879–1883) trugen zur internationalen Etablierung der amerikanischen ornamentalen Künste bei und legten den Grundstein für seine Karriere, unter anderem im Verlauf des Gilded Age. Er renovierte für den damaligen US-Präsidenten Chester A. Arthur das Weiße Haus und entwarf Apartments und Wohnhäuser für die einflussreichsten Familien der Vereinigten Staaten. Seine Hauptzielgruppe waren Persönlichkeiten, die nach dem Sezessionskrieg ihren finanziellen Reichtum und gehobenen Sozialstatus präsentieren wollten.
Tiffany zählte außerdem zu den ersten Designern für Prominente im Industriezeitalter und nutzte die aufkeimenden Massenmedien sowie neue Möglichkeiten der Fotografie geschickt aus, um seinen Bekanntheitsgrad zu erhöhen. Er arbeitete mit Architekten wie Stanford White, Bernard Maybeck, Peabody and Stearns, George B. Post, Edward Tuckerman Potter und William Appleton Potter zusammen und entwarf gemeinsam mit Malern wie Henri de Toulouse-Lautrec, Edouard Vuillard, Pierre Bonnard und Paul Serusier Designs für Fenster. Über diese Verbindungen dehnte Tiffany seinen Einfluss auf alle Gebäudearten aus und entwarf Einrichtungen unter anderem für Kirchen, Theater, Universitäten, Gedenkstätten und Mausoleen.
Seine Innovationen in den Bereichen der Glasherstellung und der Innenarchitektur wurden schnell international anerkannt. Exponate seiner Kunstgegenstände gewannen in den 1890er bis 1910er Jahren regelmäßig Preise in internationalen Ausstellungen. In Europa übernahm 1892 nach einer sehr erfolgreichen Ausstellung in Paris der Händler Siegfried Bing den Alleinvertrieb seiner Werke für den gesamten Kontinent und trug damit zu Tiffanys Bekanntheit auch in Europa bei.

### Alfred J. Manning
Der New Yorker Architekt Alfred J. Manning arbeitete seit 1884 für R. H. Robertson und wurde 1887 dessen Unternehmenspartner. Gemeinsam arbeiteten sie unter anderem am New Yorker Bahnhof der New York Central Railroad in der Bronx, an der Renovierung des New York Club an der Fifth Avenue sowie an einer Häuserreihe in Brooklyn. Um 1900 machte sich Manning mit einem eigenen Architekturbüro selbständig und arbeitete in New York bis 1914.
Bereits in den 1870er Jahren hatte Robertson mit den Architekten George B. Post, Edward Tuckerman Potter und William Appleton Potter zusammengearbeitet, die regelmäßig mit Tiffany zusammenarbeiteten. So entwarf Post beispielsweise das Manufacturers and Liberal Arts Building, das 1893 im Rahmen der World’s Columbian Exposition eine von Tiffany gestaltete Kapelle enthielt. Manning lebte im New Yorker Vorort Irvington, wo der Familie Tiffany ein Sommerhaus gehörte und die Büroräume des Architekten standen. Über diese Verbindungswege erhielt Manning Kontakt zu Tiffany und arbeitete mit ihm später gemeinsam unter anderem an einem Lesesaal der öffentlichen Bibliothek von Irvington. 1905 entwarf Manning ein als Rochroane bekanntgewordenes Schloss mit 44 Räumen in Irvington für den in der Ölindustrie tätigen Melchior S. Belthoover. Ein Tiffany-Fenster, das ursprünglich im Schloss installiert war, ist heute im Corning Museum of Glass zu sehen.
Zu den weiteren Aufträgen von Manning gehörten die Washington Irving High School in Tarrytown sowie der Sommerwohnsitz für E. J. Nathan in Elberon (New Jersey), der in der Oktoberausgabe 1905 der Zeitschrift Homes and Garden ausführlich vorgestellt wurde.

### Frederick Ayer
Frederick und Ellen Barrows Ayer waren unzweifelhaft an der Entscheidung beteiligt, Louis Comfort Tiffany zu beauftragen. Ayer (1822–1918) hatte in seinem Berufsleben als Geschäftsmann und Investor ein erhebliches Finanzvermögen zusammengetragen, das er in den Branchen Pharmazie, Kurzwaren, Textilien, Eisenbahnen, Kanalbau, Bergbau und Immobilien erwirtschaftet hatte. Die Familie zählte zu den Prominenten in Lowell (Massachusetts), wo Frederick Ayer ein eindrucksvolles Haus an der Pawtucket Street im Stil des Second Empire errichtet hatte. Sein Bruder James Cook Ayer führte einen Konzern, der patentrechtlich geschützte Arzneimittel vertrieb und in dem auch Frederick angestellt war.
Im Rahmen seiner Tätigkeit führten ihn viele Reisen durch die gesamten Vereinigten Staaten, um das Vertriebsgebiet auszuweiten. Eine aus dem Jahr 1883 erhaltene Broschüre der Ayer Company enthält Texte in den Sprachen Französisch, Deutsch, Niederländisch, Schwedisch, Norwegisch, Finnisch, Spanisch, Italienisch, Böhmisch, Walisisch und Hawaiisch, was sowohl die Weitsicht des Unternehmens im Hinblick auf europäische Immigranten als Kundengruppe als auch die Bestrebungen der Expansion nach Europa belegt. Noch heute befindet sich eine Plakette der J. C. Ayer Company am gleichnamigen Gebäude an der Middle Street in Lowell.
Kurz nach der Heirat mit seiner zweiten Frau Ellen Barrows Banning bereiste er gemeinsam mit ihr und ihren vier Kindern Europa, Nordafrika und den Nahen Osten. Während dieser zweijährigen Reise von 1896 bis 1898 sammelten sie verschiedenste Einrichtungs- und Kunstgegenstände, die sie mit in ihre neue Heimat Boston brachten und von deren Design sich Tiffany bei seinen orientalistischen Arbeiten inspirieren ließ.
Im April 1899 erwarb Ayer drei Grundstücke an der Bostoner Commonwealth Avenue. Im Dezember wählte er Manning als seinen Architekten aus und wandte selbst viel Zeit auf, um die Planungen der Details zu unterstützen. Auch seine Frau war in die Planungen mit einbezogen und war mutmaßlich vor allem für die theatralische Eingangshalle verantwortlich.

### Nutzung des Gebäudes
Das Frederick Ayer Mansion wurde seit dem Tod von Ayer im Jahr 1918 unterschiedlich genutzt und von nachfolgenden Eigentümern oberhalb der zweiten Etage teilweise radikal umgebaut. In den 1940er Jahren wurden 16 Räume des Hauses als Arztpraxis vermietet; zu dieser Zeit war der Stadtteil Back Bay bei Bostoner Ärzten eine beliebte Adresse. 1953 wurde das Gebäude gemeinsam mit dem Nachbarhaus von einer Versicherungsgesellschaft erworben und als Bürogebäude genutzt. Die Hearthstone Insurance Company verkaufte es schließlich 1964 an den heutigen Eigentümer Trimount Foundation and Bayridge Residence and Cultural Center. Von 1971 bis 1972 wurde das Frederick Ayer Mansion mit dem Nachbargebäude baulich verbunden und dient seither als Wohnheim für Studentinnen.